# Гоцирідзе Георгій Георгійович
Гоцирі́дзе Георгій Георгійович (груз. გიორგი გიორგის ძე გოცირიძე; 1910—1977) — радянський архітектор, лауреат двох Сталінських премій (1950, 1951). Учасник Німецько-радянської війни, командир 62-го окремого гвардійського саперного батальйону 3-го гвардійського механізованого корпусу 47-ї армії Воронезького фронту Герой Радянського Союзу.

## Біографія
Народився 1 (14 листопада) 1910 року у Тіфлісі у робочій сім'ї. 1934 року закінчив Тбіліський інженерно-будівельний інститут. Член Спілки архітекторів СРСР із 1935 року. Член ВКП(б) із 1940 року. Працював будівельником-архітектором у Москві.
У липні 1941 року був мобілізований до Червоної Армії. 1942 року закінчив прискорений курс Військово-інженерної академії. З вересня 1942 року у діючих частинах.
Пішов у запас 1945 року в званні підполковника. Проживав у Москві, працюючи головним архітектором Московської області. Помер 1 травня 1977 року. Похований у Москві на Троєкурівському цвинтарі (дільниця № 1).

## Історія подвигу
Гвардії майор Георгій Гоцирідзе особливо відзначився під час форсування Дніпра на північ від міста Канів Черкаської області України.
28 вересня 1943 року Г. Гоцирідзе особисто зробив розвідку берега і визначив точки для переправи через річку у найбільш несподіваних для ворога місцях.
Завдяки ініціативним та рішучим діям саперів під командуванням гвардії майора Гоцирідзе, а також особистим якостям самого комбата, батальйон Гоцирідзе допоміг частинам 3-го гвардійського механізованого корпусу успішно переправитися через Дніпро, захопити і згодом значно розширити плацдарм.